# Лунгавілла
Лунгавілла, Лунґавілла (італ. Lungavilla) — муніципалітет в Італії, у регіоні Ломбардія,  провінція Павія.
Лунгавілла розташована на відстані близько 450 км на північний захід від Рима, 50 км на південь від Мілана, 18 км на південь від Павії.
Населення — 2457 осіб (2014).

## Демографія
Населення за роками:

Станом на 1 січня 2023 року в муніципалітеті офіційно проживали 204 іноземці з 27 країн, серед них 97 громадян країн Євросоюзу та 40 громадян України.

## Сусідні муніципалітети
- Кастеллетто-ді-Брандуццо
- Монтебелло-делла-Батталья
- Піццале
- Верретто
- Вогера